# Liste der Kulturgüter in Les Montets
Die Liste der Kulturgüter in Les Montets enthält alle Objekte in der Gemeinde Les Montets im Kanton Freiburg, die gemäss der Haager Konvention zum Schutz von Kulturgut bei bewaffneten Konflikten, dem Bundesgesetz vom 20. Juni 2014 über den Schutz der Kulturgüter bei bewaffneten Konflikten sowie der Verordnung vom 29. Oktober 2014 über den Schutz der Kulturgüter bei bewaffneten Konflikten unter Schutz stehen.
Objekte der Kategorien A und B sind vollständig in der Liste enthalten, Objekte der Kategorie C fehlen zurzeit (Stand: 1. Januar 2023).

## Kulturgüter
| Foto |                                                                         | Objekt                                                                           | Kat. | Typ | Standort                                          | Beschreibung |
| ---- | ----------------------------------------------------------------------- | -------------------------------------------------------------------------------- | ---- | --- | ------------------------------------------------- | ------------ |
| ja   | Datei hochladen · Wikidata zu Pfarrkirche La Sainte-Trinité (Q29479200) | Pfarrkirche La Sainte-Trinité / Église paroissiale Sainte-Trinité KGS-Nr.: 02242 | A    | G   | Montet, Au Village 8 556508 / 185141              |              |
| ja   | Datei hochladen · Wikidata zu Bauernhaus Ding (Q29696114)               | Bauernhaus Ding / Ferme Ding KGS-Nr.: 13251                                      | B    | G   | Aumont, Route du Châtelard 29, 31 554809 / 182911 |              |